# SKA Jekaterinenburg
SKA Jekaterinenburg (Russisch: CKA Екатеринбург) is een Russische voetbalclub uit stad Jekaterinenburg. 

## Geschiedenis
De club werd in 1936 opgericht als DKA Sverdlovsk, de toenmalige naam voor Jekaterinenburg. In 1946 speelde de club voor het eerst in de tweede hoogste klasse van de Sovjet-Unie. In 1949 werden ze groepswinnaar en namen deel aan de eindronde om promotie, waar ze vijfde eindigden. In 1950 werd de tweede klasse herleid naar één reeks en hoewel ze zo goed presteerden het voorgaande jaar werden ze niet opgenomen in de competitie. In 1952 maakte de club een comeback en werd twaalfde. Het volgende seizoen werd hun plaats in de tweede klasse echter ingenomen door stadsrivaal Avangard. In 1954 speelden beide clubs uit Sverdlovsk dan in de tweede klasse en in 1955 werd de club kampioen en promoveerde voor het eerst naar de hoogste klasse. De club werd voorlaatste en liet enkel Troedovye Rezervy Leningrad achter zich. In 1958 werd de club wederom groepswinnaar en nam deel aan de eindronde om promotie, maar moest die aan SKVO Rostov laten, er was slechts één promovendus dat jaar. In 1959 eindigde de club samen met Lokomotiv Krasnojarsk eerst en won de testwedstrijd voor de eindronde met 4-1. In de eindronde met Admiraltejets Leningrad, Troedovyez Rezervy Leningrad en Troed Voronezj werd de club laatste zonder punten. 
In 1960 nam de club de naam SKA Sverdlovsk aan en speelde vanaf dan enkel nog op amateurniveau. In 1991 kreeg Sverdlovsk weer zijn oorspronkelijke naam Jekaterinenburg.

## Naamswijzigingen
- 1936—1941: DKA Sverdlovsk
- 1946: DO Sverdlovsk
- 1947: ODO Sverdlovsk
- 1948—1953: DO Sverdlovsk
- 1954—1956: ODO Sverdlovsk
- 1957: OSK Sverdlovsk
- 1957—1959: SKWO Sverdlovsk
- 1960—1991: SKA Sverdlovsk
- 1991—...: SKA Jekaterinenburg

## Bekende (ex-)spelers
- Vasili Boezoenov